# Ronald Austin Mulkearns
Ronald Austin Mulkearns (Caulfield, 11 novembre 1930 – Ballarat, 3 aprile 2016) è stato un vescovo cattolico australiano.

## Biografia
Ronald Austin Mulkearns nacque a Caulfield, un sobborgo di Melbourne, l'11 novembre 1930.

### Formazione e ministero sacerdotale
Il 22 luglio 1956 fu ordinato presbitero per l'arcidiocesi di Melbourne dall'arcivescovo coadiutore Justin Daniel Simonds. In seguito conseguì il dottorato in diritto canonico. Fu uno dei fondatori dell'Associazione dei canonisti di Australia e Nuova Zelanda.

### Ministero episcopale
Il 5 settembre 1968 papa Paolo VI lo nominò vescovo coadiutore di Ballarat e titolare di Cululi. Ricevette l'ordinazione episcopale il 4 dicembre successivo dall'arcivescovo metropolita di Melbourne James Robert Knox, co-consacranti il vescovo di Ballarat James Patrick O'Collins e quello di Sale Arthur Francis Fox.
Il 30 maggio 1997 papa Giovanni Paolo II accettò la sua rinuncia al governo pastorale della diocesi. Due anni prima era stato indagato dalla polizia per aver coperto i crimini del prete pedofilo Gerald Ridsdale, che violentò e abusò sessualmente più di cinquanta bambini, alcuni di appena quattro anni. Gli investigatori scoprirono che monsignor Mulkearns conosceva i crimini di padre Ridsdale dal 1975, ma che mantenne il sacerdote nel ministero per anni e non lo denunciò alla polizia. Nella sua dichiarazione di dimissioni, monsignor Mulkearns citò "l'effetto drenante" del tumulto pubblico sulla sua gestione di padre Ridsdale e di altri molestatori. Nel 2013, il suo successore, il vescovo Peter Joseph Connors, ammise gli errori di monsignor Mulkearns in un'indagine parlamentare dello Stato di Victoria sugli abusi sessuali su minori, aggiungendo: "Si è ritirato presto prima del suo tempo a causa del sovraccarico di tutto questo". Durante le udienze della Commissione reale sulle risposte istituzionali agli abusi sessuali su minori a Ballarat emerse che monsignor Mulkearns era a conoscenza anche dei crimini di padre Paul Ryan ma che non fece nulla per fermarlo. Padre Ryan fu rimosso dal ministero solo nel 1993.
Nel mese di febbraio del 2016 monsignor Mulkearns, già gravemente malato, si scusò durante una testimonianza in teleconferenza alla Commissione reale sulle risposte istituzionali agli abusi sessuali su minori per non aver fermato quello che definì un "problema con i preti", ovvero l'abuso sessuale diffuso e duraturo di bambini nelle scuole cattoliche di Ballarat durante il suo episcopato, e in particolare i fatti commessi dal già condannato padre Gerald Ridsdale.
Nel dicembre del 2017 la Commissione reale sulle risposte istituzionali agli abusi sessuali su minori pubblicò il suo rapporto finale e rilevò che il vescovo Mulkearns era a conoscenza di una serie di accuse, tra cui quelle rivolte a monsignor John Day che aveva abusato sessualmente di bambini negli anni settanta. Verso la fine del 1975 anche padre Gerald Ridsdale ammise a Mulkearns di aver abusati di bambini. La commissione disse che padre Ridsdale non avrebbe mai dovuto essere nominato ad Horsham perché il vescovo Mulkearns sapeva di accuse sessuali contro di lui in quel momento. Nella sua relazione su Ballarat la Commissione rilevò che monsignor Mulkearns respinse le denunce e i denuncianti e concluse: "Questo caso studio ha rivelato un fallimento catastrofico nella guida della diocesi e, infine, nella struttura e nella cultura della Chiesa per decenni, per rispondere efficacemente all'abuso sessuale dei bambini da parte dei suoi sacerdoti. Quel fallimento ha provocato sofferenze e danni spesso irreparabili ai bambini, alle loro famiglie e alla comunità più ampia. Questo danno avrebbe potuto essere evitato se la Chiesa avesse agito nell'interesse dei bambini piuttosto che nel proprio interesse".
Una delle vittime che raccontarono la loro storia alla Commissione fu Paul Levey. All'età di 14 anni venne mandato a vivere con padre Ridsdale nella canonica di Mortlake. Levey disse che venne "abusato sessualmente tutto il giorno quasi ogni giorno" e la Commissione raccolse le prove che il vescovo Mulkearns era tra coloro che sapevano che padre Ridsdale aveva un ragazzo che viveva con lui. Monsignor Mulkearns tuttavia non intervenne. La Commissione scoprì che il vescovo aveva "ignorato" le suppliche della madre di Paul Levey, che era "preoccupata per la situazione e che aveva cercato la sua assistenza" anche se "a questo punto, il vescovo Mulkearns sapeva dell'ammissione da parte di Ridsdale degli abusi sui ragazzi". La Commissione dichiarò che la risposta del vescovo Mulkearns a Paul Levey avesse "dimostrato una totale assenza di preoccupazione per il benessere di quel ragazzo". La Commissione ha anche saputo che ogni ragazzo della scuola di Mortlake tra i 10 e i 16 anni era stato vittima di abusi da parte di padre Gerard Ridsdale. Una vittima mostrò una foto di classe della scuola elementare di St. Alipius e dichiarò che 12 dei 33 ragazzi presenti si erano suicidati a causa degli abusi subiti. La Commissione affermò inoltre che monsignor Mulkearns fu "inadempiente nel suo dovere".
Come risultato delle prove rese pubbliche durante i lavori della Commissione, il nome di monsignor Mulkearn venne rimosso da molti edifici della diocesi. Le vittime chiesero in particolare la rimozione delle targhe commemorative a Warrnambool, Mortlake, Noorat e Koroit. Monsignor Paul Bird disse che pensava che con la rimozione delle targhe si stesse andando troppo oltre. Nel 2014 il campus Aquinas dell'Università cattolica d'Australia rimosse il nome di monsignor Mulkearns dal suo atelier per la sua mancata azione sui preti pedofili.
Malato da qualche mese di carcinoma del colon-retto, morì nella Nazareth House di Ballarat il 3 aprile 2016 all'età di 85 anni. Le esequie si tennero l'11 aprile nella cappella della Nazareth House. Il sopravvissuto ad abusi sessuali Phil Nagle, disse: "La sua morte significa che molti segreti e peccati andranno nella tomba con lui". Fu il primo vescovo della diocesi a cui venne rifiutata una sepoltura della cripta nella cattedrale. Venne infatti sepolto nel nuovo cimitero generale di Ballarat. Secondo padre Justin Driscoll, vicario generale della diocesi di Ballarat, questa era "una risposta diretta alle rivelazioni della commissione reale. Non era appropriato che l'ex vescovo fosse sepolto lì, sarebbe un promemoria permanente e doloroso degli abusi e della copertura delle autorità ecclesiastiche". Monsignor Mulkearns lasciò gran parte dei suoi averi, compresa una proprietà a Fairhaven del valore di oltre 2 milioni di dollari australiani, alla diocesi di Ballarat. Nel settembre del 2016 il vescovo Paul Bird annunciò che tutti i profitti delle proprietà di monsignor Mulkearns sarebbero stati assegnati alle vittime di abusi.

## Genealogia episcopale
La genealogia episcopale è:
- Cardinale Scipione Rebiba
- Cardinale Giulio Antonio Santori
- Cardinale Girolamo Bernerio, O.P.
- Arcivescovo Galeazzo Sanvitale
- Cardinale Ludovico Ludovisi
- Cardinale Luigi Caetani
- Cardinale Ulderico Carpegna
- Cardinale Paluzzo Paluzzi Altieri degli Albertoni
- Papa Benedetto XIII
- Papa Benedetto XIV
- Papa Clemente XIII
- Cardinale Marcantonio Colonna
- Cardinale Giacinto Sigismondo Gerdil, B.
- Cardinale Giulio Maria della Somaglia
- Cardinale Carlo Odescalchi, S.I.
- Cardinale Costantino Patrizi Naro
- Cardinale Lucido Maria Parocchi
- Cardinale Pietro Respighi
- Cardinale Pietro La Fontaine
- Cardinale Celso Benigno Luigi Costantini
- Cardinale James Robert Knox
- Vescovo Ronald Austin Mulkearns